# 北大町駅
北大町駅（きたおおまちえき）は、長野県大町市大町字荒沢にある、東日本旅客鉄道（JR東日本）大糸線の駅である。駅番号は「22」。

## 歴史
当駅の開業は後述の通り1960年（昭和35年）であるが、元々当地は現在当駅隣接の大町市文化会館の敷地を含め、1956年（昭和31年）に関西電力が黒部ダム建設のために設置した資材輸送基地であった。信濃大町駅より複線のように本線西側に貨物引込線が1970年代前半まで単線並走していた。当地は「北停留所（北停）」と呼称され、当地より大町有料道路（現在の長野県道45号扇沢大町線）を通り1958年（昭和33年）に全通した大町トンネルを経由して黒部に資材が輸送された。黒部ダム完成後は、引き続き東京電力の高瀬川電源開発（高瀬ダム、七倉ダムや新高瀬川発電所など）の資材基地となっていた。跡地には市民文化会館が建てられた。

### 年表
- 1960年（昭和35年）7月20日：国鉄の駅として開業[3][4]。旅客のみを取り扱う駅員無配置駅[5]。
- 1987年（昭和62年）4月1日：国鉄分割民営化に伴い、東日本旅客鉄道（JR東日本）の駅となる[6]。
- 2014年（平成26年）
  - 11月22日：長野県神城断層地震により信濃大町駅 - 糸魚川駅間を23日まで運休[7]。
  - 11月25日：信濃大町駅 - 白馬駅間の運転を再開[8]。

## 駅構造
単式ホーム1面1線を有する地上駅で、無人駅である。

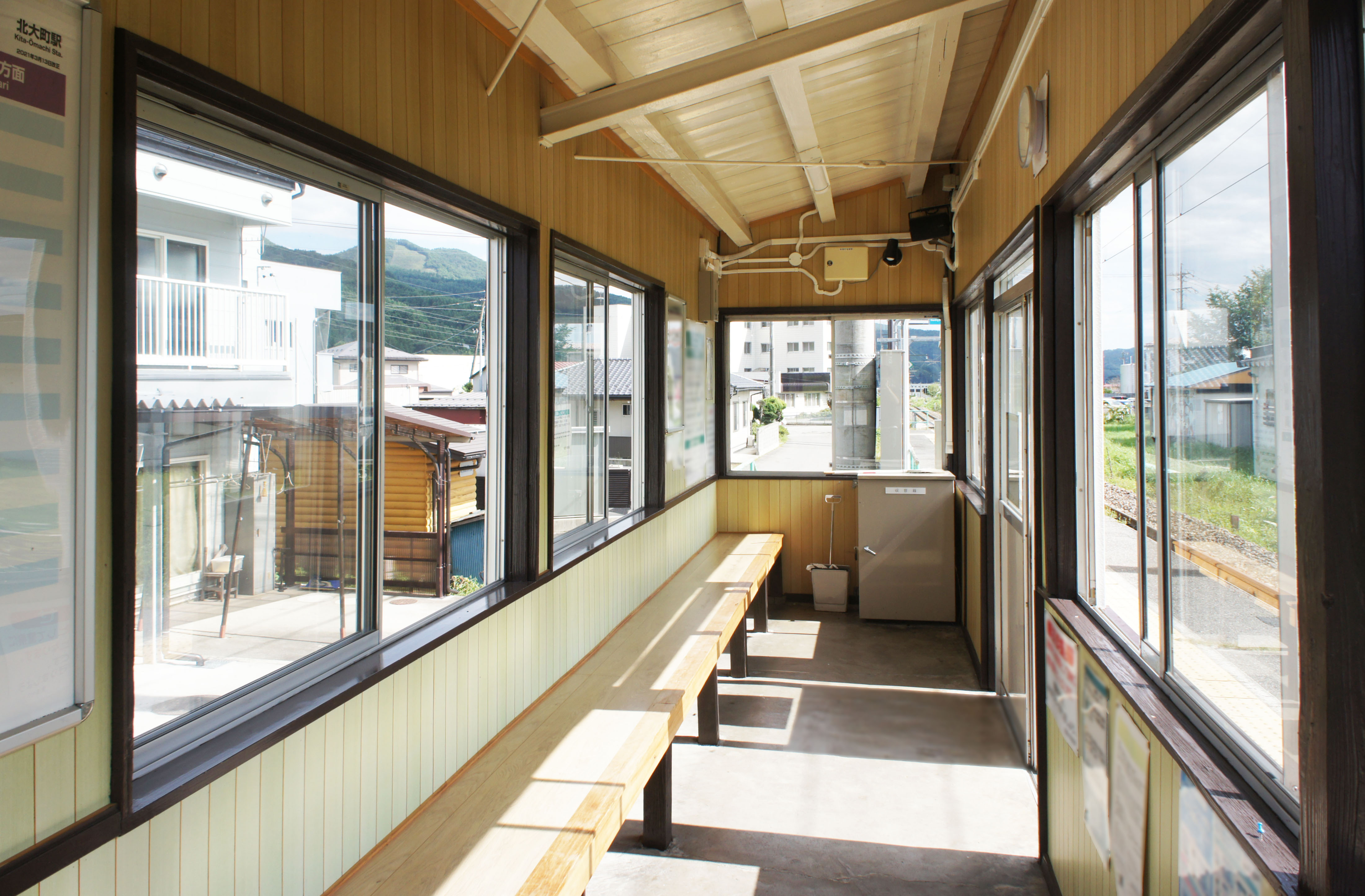
待合室（2021年8月）
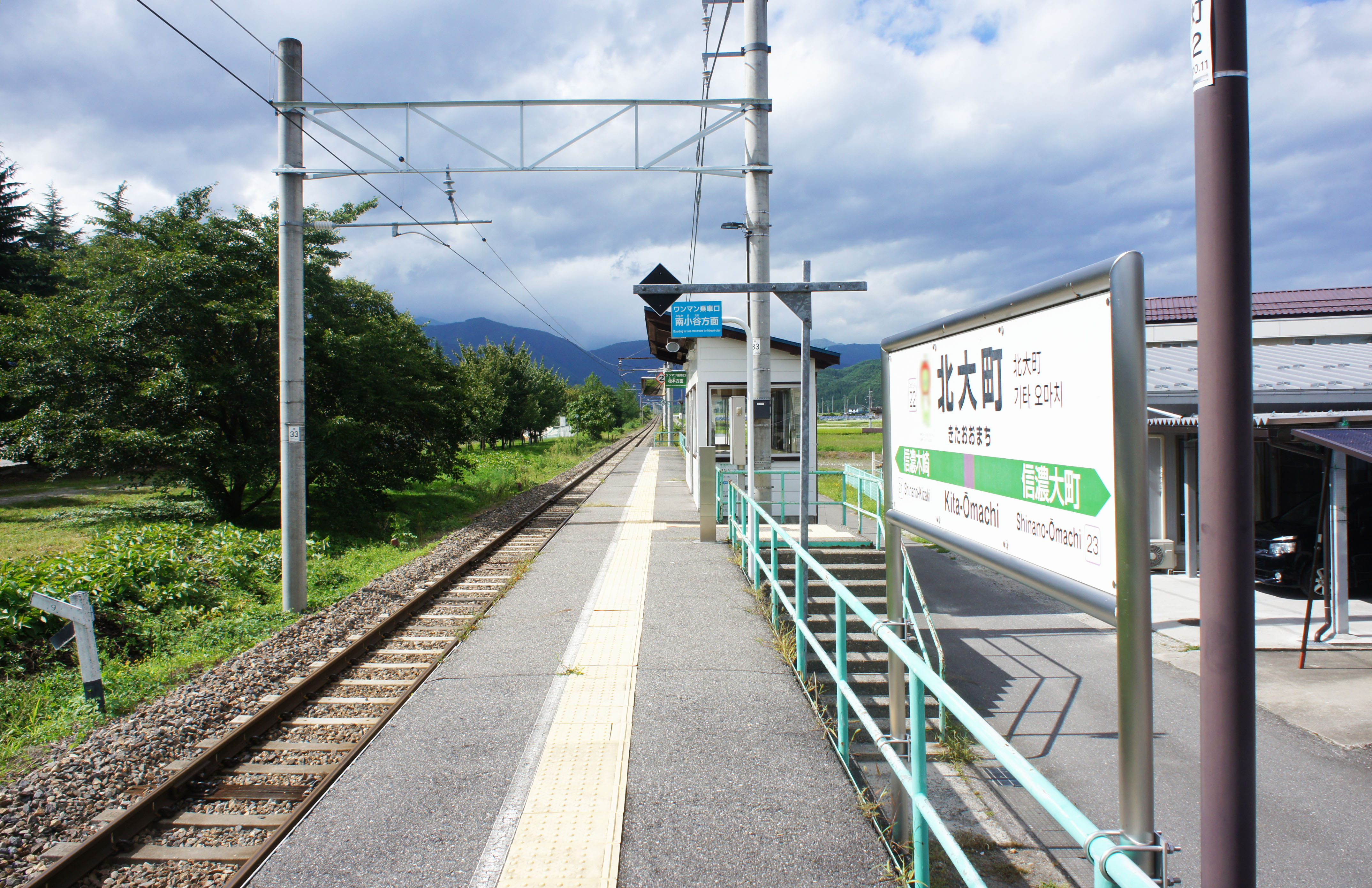
ホーム（2021年8月）

### 専用線
黒部ダムの建設するために隣の信濃大町駅まで一見するとまるで複線のように本線と単線並列で専用線が敷かれていた。廃止になったあと現在も途中の踏切まで残っている。

## 利用状況
「長野県統計書」によると、2007年度（平成19年度）、2009年度（平成21年度）- 2011年度（平成23年度）の1日平均乗車人員の推移は以下のとおりであった。
| 乗車人員推移       | 乗車人員推移     | 乗車人員推移 |
| 年度               | 1日平均 乗車人員 | 出典         |
| ------------------ | ---------------- | ------------ |
| 2007年（平成19年） | 65               | [ 1 ]        |
| 2009年（平成21年） | 75               | [ 1 ]        |
| 2010年（平成22年） | 75               | [ 9 ]        |
| 2011年（平成23年） | 62               | [ 10 ]       |

## 駅周辺
- 国道148号
- 大町文化会館[1]
- 若一王子神社[1]
- 大町市民バス「文化会館」停留所 - 循環線 北コース[11]

## 隣の駅
東日本旅客鉄道（JR東日本）
■大糸線
快速 
通過
普通
信濃大町駅 (23) - 北大町駅 (22)  - 信濃木崎駅 (21)